# Шаки (река)
Шаки (арм. Շաքի) — река, протекающая на юге Армении, в Сюникской области. Шаки впадает в Воротан, её длина — 18 км. На реке расположено село Шаки и 18 метровый водопад — Шакинский. Рядом с водопадом расположена небольшая гидроэлектростанция.